# Тіммендорфер-Штранд
Тіммендорфер-Штранд (нім. Timmendorfer Strand) — громада в Німеччині, розташована в землі Шлезвіг-Гольштейн. Входить до складу району Східний Гольштейн.
Площа — 20,12 км2. Населення становить 8679 ос. (станом на 31 грудня 2020).